# Amy Yip
Amy Yip, de son vrai nom Yip Tsi-mei (葉子楣, née le 10 juillet 1966), est une actrice hongkongaise connue pour ses nombreux rôles dans des films de Catégorie III (interdits aux moins de 18 ans) et dont elle est probablement la plus célèbre représentante du genre. Sex-symbol du cinéma hongkongais de la fin des années 1980 au début des années 1990, elle était connue pour sa silhouette élancée et sa poitrine disproportionnée. Elle quitte définitivement le cinéma en 1997 pour se marier.

## Biographie
Amy Yip est principalement connue pour ses rôles dans des films de Catégorie III comme Sex and Zen ou Erotic Ghost Story. Le film Sex and Zen est également le plus grand succès d'un film de Catégorie III de l'histoire du box-office de Hong Kong.
Elle débute en se faisant remarquer dans diverses séries télévisées au milieu des années 1980. Erotic Ghost Story en 1987 lui apporte la célébrité et elle devient l'une des actrices les plus populaires de Hong Kong et d'Asie à la fin des années 1980 et au début des années 1990. Sa forte poitrine lui vaut alors d'être très demandée pour les scènes de nu. Elle refuse cependant d'apparaître entièrement dénudée. Ses efforts pour éviter de montrer totalement ses seins à l'écran passent par des utilisations astucieuses des angles de caméra, permettant de ne voir que le côté de sa poitrine, stratagème qui devient connu sous le nom de Yip tease. Cependant, dans Erotic Ghost Story par exemple, elle montre ses fesses dans une scène.
Elle se retire du cinéma en 1997. Elle a regretté que, compte tenu de la nature de ses films, elle n'ait pas eu beaucoup de rôles mémorables dans sa carrière. Elle juge que le seul film d'importance dans lequel elle joue est Queen of the Underworld (1991) où elle interprète Sœur Har, une femme grimpant les échelons de la société pour devenir la plus célèbre reine de la nuit dans le Hong Kong des années 1960 et 1970.

### Vie privée
En 1990, un homme de Hong Kong est accusé d'avoir volé de l'argent et envoyé en prison. Il déclare avoir fait cela pour aider Amy Yip à poursuivre son style de vie luxueux. Amy Yip affirme cependant n'avoir rencontré cet homme que quelques fois et qu'il ne s'agit pas d'un ami proche.
Au fil des ans, de nombreuses rumeurs ont couru au sujet du mariage entre Yip et son chirurgien orthopédique et ami de longue date Lim Kiam-hwee et sur une éventuelle grossesse. Début 2006, dans une interview avec un journaliste de East Weekly, qui avait aperçu Yip en train de promener son chien dans la baie de Repulse, elle affirme toutefois qu'elle entretient une relation stable avec son petit ami depuis plus de 15 ans et n'avait aucune intention de se marier ou d'avoir des enfants. Elle ajoute qu'elle possède des entreprises [d'aliments et de boissons] établies à Hong Kong et Macao qui l'occupent beaucoup.
Quand on lui demande si elle envisage un retour au cinéma, Yip rejette catégoriquement cette idée, affirmant qu'elle est très heureuse avec son style de vie insouciant et qu'elle n'a aucune envie de retourner sur de longues heures de tournages et de voyager sans arrêt pour des films et des publicités. Elle dit également être heureuse de ne plus avoir à montrer ses seins pour gagner sa vie.

## Filmographie partielle
- Underground Judgement 1994
- Stooges in Hong Kong 1992
- The Prince of Temple Street 1992
- China Dolls 1992
- Sex and Zen 1991
- Le Parrain de Hong Kong 1991
- Vampire Kids 1991
- Easy Money 1991
- Erotic Ghost Story 2 1991
- Lethal Contact 1991
- Robotrix 1991
- Great Pretenders 1991
- Magnificent Scoundrels 1991
- Queen of the Underworld 1991
- The Blue Jean Monster 1991
- Legend of the Dragon 1991 (caméo)
- My Neighbor's Phantoms 1990
- Raid on Royal Casino Marine  1990
- She Shoots Straight 1990
- Haunted Jail House 1990
- Doctor's Heart 1990
- Look Out, Officer! 1990
- Ghostly Vixen 1990
- To Spy With Love 1990
- Mr Sunshine 1989
- Ghost Fever 1989
- Black Dragon 1989
- The Inspector Wears Skirts 2 1989
- Erotic Ghost Story 1987
- Club Le (série TV) 1986
- The Romance of the White Hair Maiden (série TV) 1986
- Jiu gao man ng (série TV)